# The Third Reich 'n Roll
The Third Reich 'n Roll es el tercer álbum del grupo estadounidense avant-garde, The Residents. Es el primero en no tener composiciones propias.
Se compone de dos suites de covers de The Beatles, The Rolling Stones, Cream, The Doors y James Brown entre otros, al estilo dadaíista de la banda. En 1976-77 lanzaron dos singles con otras versiones de Beatles y Rolling Stones, que luego aparecerían como bonus tracks de este álbum.

## Lista de canciones
1. «Swastikas On Parade»
2. «Hitler Was A Vegetarian»

## Satisfaction / Loser≅Weed
Es el segundo sencillo de la banda.

### Lista de canciones
1. «Satisfaction» (Jagger-Richards)
2. «Loser≅Weed» (The Residents)

## The Residents Play The Beatles
Tercer sencillo de la banda.

### Lista de canciones
1. «Beyond The Valley Of A Day in the Life» (Lennon-McCartney; The Residents)
2. «Flying» (Lennon-McCartney-Harrison-Starkley)